# David Ginola
David Ginola (Gassin, França, 25 de gener de 1967) és un exfutbolista francès, internacional en 17 ocasions amb la selecció de futbol de França, si bé un greu error seu costà a França la no classificació per la Copa del Món de Futbol de 1994, fet que provocà que el seleccionador Aimé Jacquet no el convoqués en més ocasions. Ginola destacà per ser un jugador ofensiu de gran creativitat.
A més a més, Ginola també protagonitzà com a actor diferents espots publicitaris, estacant-ne especialment els de L'Oréal, i va actuar en la pel·lícula L'últim salt.

## Trajectòria
A nivell de clubs, Ginola inicià la seva carrera futbolística professional l'any 1985 a les files del Sporting Toulon Var, passant d'allí al Racing Club Paris l'any 1988, per acabar recalant al Stade Brestois 29 l'any 1990.
L'any 1992 Ginola fitxa pel Paris Saint-Germain FC, equip amb el qual es donarà a conèixer i guanyaria la Lliga National 1 de 1994, la Copa francesa de 1993 i 1995, així com la Copa de la Lliga de 1995.
La temporada 1995/96 Ginola emigra a Anglaterra i fitxa pel Newcastle United, d'on després de 2 temporades marxaria al Tottenham Hotspur FC, on guanyaria la Carling Cup de 1999. Posteriorment també jugà amb l'Aston Villa i l'Everton FC.

## Palmarès
- 1 Lliga francesa: 1994 (PSG)
- 2 Copa francesa: 1993 i 1995 (PSG)
- 1 Copa de la Lliga: 1995 (PSG)
- 1 Carling Cup anglesa: 1999 (Tottenham)